# Gavin Brindley
Gavin Brindley, född 5 oktober 2004, är en amerikansk professionell ishockeyforward som spelar för Columbus Blue Jackets i National Hockey League (NHL).
Han har tidigare spelat för Michigan Wolverines i National Collegiate Athletic Association (NCAA) och Tri-City Storm i United States Hockey League (USHL).
Brindley draftades av Columbus Blue Jackets i andra rundan i 2023 års draft som 34:e spelare totalt.

## Statistik
| 2019–2020   | Florida Alliance U16   | NAPHL       | 15  | 17 | 25 | 42 | 4  | 5 | 4 | 3 | 7 | 0 |
| 2020–2021   | Tri-City Storm         | USHL        | 51  | 9  | 13 | 22 | 18 | 3 | 1 | 1 | 2 | 0 |
| 2021–2022   | Tri-City Storm         | USHL        | 51  | 14 | 28 | 42 | 33 | 3 | 1 | 1 | 2 | 0 |
|             | U.S. National U18 Team |             | 15  | 2  | 7  | 9  | 8  | — | — | — | — | — |
| 2022–2023   | Michigan Wolverines    | NCAA        | 41  | 12 | 26 | 38 | 22 | — | — | — | — | — |
| 2023–2024   | Columbus Blue Jackets  | NHL         | 1   | 0  | 0  | 0  | 0  | — | — | — | — | — |
|             | Michigan Wolverines    | NCAA        | 40  | 25 | 28 | 53 | 28 | — | — | — | — | — |
| NHL totalt  | NHL totalt             | NHL totalt  | 1   | 0  | 0  | 0  | 0  | — | — | — | — | — |
| NCAA totalt | NCAA totalt            | NCAA totalt | 81  | 37 | 54 | 91 | 38 | — | — | — | — | — |
| USHL totalt | USHL totalt            | USHL totalt | 102 | 23 | 41 | 64 | 51 | 6 | 2 | 2 | 4 | 0 |

### Internationellt
| Källa: Uppdaterad: 2024-04-17 | Källa: Uppdaterad: 2024-04-17 | Källa: Uppdaterad: 2024-04-17 |         | Utv = Utvisningsminuter | Utv = Utvisningsminuter | Utv = Utvisningsminuter | Utv = Utvisningsminuter | Utv = Utvisningsminuter |
| År                            | Lag                           | Mästerskap                    | Matcher | Mål                     | Assists                 | Poäng                   | Utv                     |                         |
| ----------------------------- | ----------------------------- | ----------------------------- | ------- | ----------------------- | ----------------------- | ----------------------- | ----------------------- | ----------------------- |
| 2020                          | USA                           | Ungdoms-OS                    | 4       | 1                       | 1                       | 2                       | 0                       |                         |
| 2022                          | USA                           | U18-VM                        | 6       | 1                       | 3                       | 4                       | 2                       |                         |
| 2023                          | USA                           | JVM                           | 7       | 1                       | 3                       | 4                       | 4                       |                         |
| 2024                          | USA                           | JVM                           | 7       | 6                       | 4                       | 10                      | 0                       |                         |
| Junior totalt                 | Junior totalt                 | Junior totalt                 | 24      | 9                       | 11                      | 20                      | 6                       |                         |